# Росарио
Роса́рио (исп. Rosario) — город в Аргентине, в провинции Санта-Фе. С населением в 1 342 619 жителей (перепись 2022 года) является третьим по численности в стране, после Буэнос-Айреса и Кордовы. Город расположен на берегу реки Парана, в 300 км северо-западнее от Буэнос-Айреса. 
Росарио — родина Че Гевары, а также целого ряда известных футболистов и тренеров, включая Лионеля Месси, Анхеля Ди Марию, Мауро Икарди, Леандро Фернандеса, Сесара Луиса Менотти, Марсело Бьельсу и многих других.

## География
Город расположен на правом берегу реки Парана. На юге река Арройо-Саладильо служит границей между Росарио и городком Вилья-Гобернадор-Гальвес. В северной части города в Парану впадает река Арройо-Лудуэнья.

## История
Колониальное поселение на месте, где сейчас расположен город, известно с XVII века. Название поселения обозначает Розарий — традиционные католические чётки, а также молитва, читаемая по этим чёткам, и в переводе с латинского означает «венок из роз». С 1751 года известно имя первого бургомистра — Сантьяго де Монтенегро (исп. Santiago de Montenegro). В 1812 году генералом Мануэлем Бельграно (исп. Manuel Belgrano) в местечке был впервые поднят национальный флаг Аргентины, об этом событии сегодня напоминает памятник в центре города. До середины XVIII развитие города происходило очень медленно, и лишь с 1880 года, когда законы об эмиграции в Аргентину из Европы были упрощены, в Росарио начался бурный прирост населения и развитие промышленности. К 1887 году в городе проживало 50 914 чел., а в 1926 г. — уже 407 000, из них 47 % родились за границей (итальянцы, немцы, хорваты, поляки и другие). В мае 1969 года в городе вспыхнуло восстание против диктаторского режима в стране.

## Экономика
Росарио является крупным центром мясохладобойной, мукомольной и кожевенно-обувной промышленности, сталепрокатного производства, по конечной переработке йерба-мате. Некогда, город был одним из центров Аргентины по производству стрелкового оружия. Так, на предприятии «Доминго Матеу» производились пулемёты, штурмовые винтовки (FARA 83 и др.), пистолеты-пулемёты (FMK-3 и др.), пистолеты, гранатомёты (MARA).
Жилые комплексы Dolfines Guaraní и Torre Aqualina — высочайшие здания Аргентины (за пределами Буэнос-Айреса).

## Транспорт
Для северо-востока Аргентины город является важным железнодорожным узлом и морским портом, морские суда достигают Росарио по реке Парана. Главный порт страны по вывозу зерновых, второй — по грузообороту.
В 2003 году был открыт мост через дельту Параны, связавший Росарио с городом Виктория.
Разрабатываются планы строительства скоростной железной дороги TAVe (Буэнос-Айрес — Росарио — Кордова), но, в связи с плачевным финансовым положением страны, дальше изыскательских работ проект пока не продвинулся.
Росарио — один из трёх городов Аргентины, в которых эксплуатируются троллейбусы. В 2017 году подвижной состав пополнился двенадцатью новыми троллейбусами «Мегаполис» российского производства.

## Спорт
В Росарио выступают футбольные клубы «Росарио Сентраль» (основан в 1893 году) и «Ньюэллс Олд Бойз» (основан в 1903 году), которые в сумме выиграли более 10 титулов чемпиона Аргентины.
В городе проходили Игры Южного креста 1982. В 1978 году в Росарио проходили матчи чемпионата мира по футболу. В городе регулярно выступает сборная Аргентины по регби, проходят крупнейшие турниры по хоккею на траве.
В Росарио стартовал ралли «Дакар-2014», а также финишировал ралли «Дакар-2016».

## Образование
Росарио — важный образовательный центр Аргентины. В городе насчитывается 624 школы. Также здесь есть следующие государственные университеты:
- Национальный университет Росарио (исп. Universidad Nacional de Rosario). Создан в 1968 году. Имеет студенческий городок.
- Национальный Технологический Университет (исп. Universidad Tecnológica Nacional). Создан в 1953-м.

В городе есть такие частные вузы:
- Итальянский институт Росарио (исп. Instituto Universitario Italiano de Rosario).
- Открытый интерамериканский университет (исп. Universidad Abierta Interamericana).
- Южный университет (исп. Universidad Austral).
- Католический аргентинский университет (исп. Universidad Católica Argentina).
- Университет Латиноамериканского образовательного центра (исп. Universidad del Centro Educativo Latinoamericano).

Всего в высших учебных заведениях Росарио обучается около 80000 студентов, что составляет 8,5 % его жителей. 15 % населения имеют высшее образование.

## Культура
В городе находится Библиотека Хуана Альвареса, театр Эль Сиркуло.
С 1994 года в Росарио, при театре «Эль Сиркуло», работает Академия Русского классического балета (La Academia de Ballet Clásico Ruso), основанная Татьяной Фесенко и Василием Островским.